# R. L. Boyce
Robert L. Boyce (* 15. August 1955 in Como, Mississippi, USA; † 9. November 2023 ebd.) war ein US-amerikanischer Bluessänger, Songwriter und Gitarrist.

## Biografie
R. L. Boyce wurde am 15. August 1955 in Como (Mississippi) geboren. Er war das sechste von 13 Kindern von Charles und Annie Mae Boyce. Schon früh musste er bei der Farmarbeit helfen.
Boyce begann seine musikalische Karriere Anfang der 1970er als Trommler in der „Rising Star Fife and Drum Band“ seines Onkels Othar Turner, deren Mitglied er bis zu Turners Tod 2003 blieb. Auf den Haus-Partys seiner Eltern und den Familien-Picnics seines Onkels lernte er Musiker wie R. L. Burnside, Fred McDowell und Jessie Mae Hemphill kennen. Boyce spielte auch in der Band von Napoleon Strickland, deren Musik 1970 vom Musikethnologen David Evans aufgenommen und später veröffentlicht wurde.
In den 1980er Jahren ermutigte ihn Luther Dickinson, Gitarre zu spielen. Boyce sagte von sich selbst: „Es gibt viele gute Bluesmusiker. Aber ich spiele auf die alte Art und Weise, und niemand kann heute meinen Stil spielen, nur ich.“ („There are a lot of good blues players out there. But see, I play the old way and nobody today can play my style, just me.“) Sein Debütalbum Ain’t the Man’s Alright mit Musikern wie Cedric Burnside, Luther Dickinson und Calvin Jackson erschien 2013.
Boyce spielte über ein halbes Jahrhundert den North Mississippi Blues. Er teilte die Bühne mit den Bluesgrößen John Lee Hooker und Howlin’ Wolf. Er war Trommler bei Jessie Mae Hemphill und machte mit ihr Aufnahmen. Boyces zweite Soloveröffentlichung Roll and Tumble wurde 2018 für einen Grammy nominiert. Er ist in mehreren Filmdokumentationen zu sehen und zu hören, trat 2017 mit Jools Holland in der BBC-Sendung „Later with …“ auf und spielte auf Festivals in den USA und Europa. Er erhielt mehrere Nominierungen für einen Blues Music Award und mehrere Stipendien von der Mississippi Arts Commission.
Ab 2017 organisierte Boyce sein eigenes Picnic in Como, das jährlich drei Tage lang am Labor-Day-Wochenende stattfand. Im Februar 2023 wurde er vom National Endowment for the Arts mit einer von neun National Heritage Fellowships ausgezeichnet.
Boyce starb am 9. November 2023 in Como, Mississippi, im Alter von 68 Jahren an Lungenkrebs.

## Diskografie
- 2013: Ain’t the Man’s Alright (Sutro Park)[4][6]
- 2017: Roll and Tumble (Waxploitation Records)[6]
- 2017: R.L. Boyce & The Thunder Band – Live from the Circle (Go Ape Records)[11]
- 2018: Rattlesnake Boogie (Waxploitation)[4][6]
- 2018: Ain’t Gonna Play Too Long (Waxploitation)[4][6]
- 2020: R.L. Boyce & Band of Heysek Feat. Kenny Brown – Juke My Joint (Indies Scope)[12]
- 2021: Boogie w/ R. L. Boyce Live (WoodB Records)[13]
- 2023: Tell Everybody! (21st Century Juke Joint Blues from Easy Eye Sound) (Easy Eye Sound) – Kompilation mit einem Song von Boyce[6][14]

Daneben ist Boyce zu hören auf Veröffentlichungen von Napoleon Strickland, Jessie Mae Hemphill und Othar Turner.

## Filmografie
- 2017: Shake ’em On Down über Fred McDowell[1][15]
- 2003: Martin Scorsese Presents The Blues: A Musical Journey enthält den Song Shortnin’ / Henduck Traditional von Othar Turner mit Boyce an Bass und Snare Drum[4]
- 2008: M for Mississippi enthält ein Interview mit Boyce[4]
- 2014: Moonshine & Mojo Hands enthält ein Interview mit Boyce[4]
- 2015: I Am The Blues enthält einen musikalischen Beitrag von Boyce[4]

## Auszeichnungen
- 2018: Grammy-Nominierung in der Kategorie „Best Traditional Blues Album“ für Roll and Tumble[9]
- 2018: Blues Music Awards: Nominierung in der Kategorie „Traditional Blues Male Artist“[10]
- 2018: Blues Music Awards: Nominierung in der Kategorie „Best Emerging Artist Album“ für Roll and Tumble[10]
- 2022: Blues Music Awards: Nominierung in der Kategorie „Traditional Blues Album“ für Boogie w/ R. L. Boyce Live[10]
- 2023: National Heritage Fellowship, verliehen von dem US-amerikanischen National Endowment for the Arts[5]